# Bogdan Racovițan
Bogdan Racovițan est un footballeur international roumain né le 6 juin 2000 à Dijon. Il évolue au poste de défenseur central au Raków Częstochowa.

## Biographie

### En club

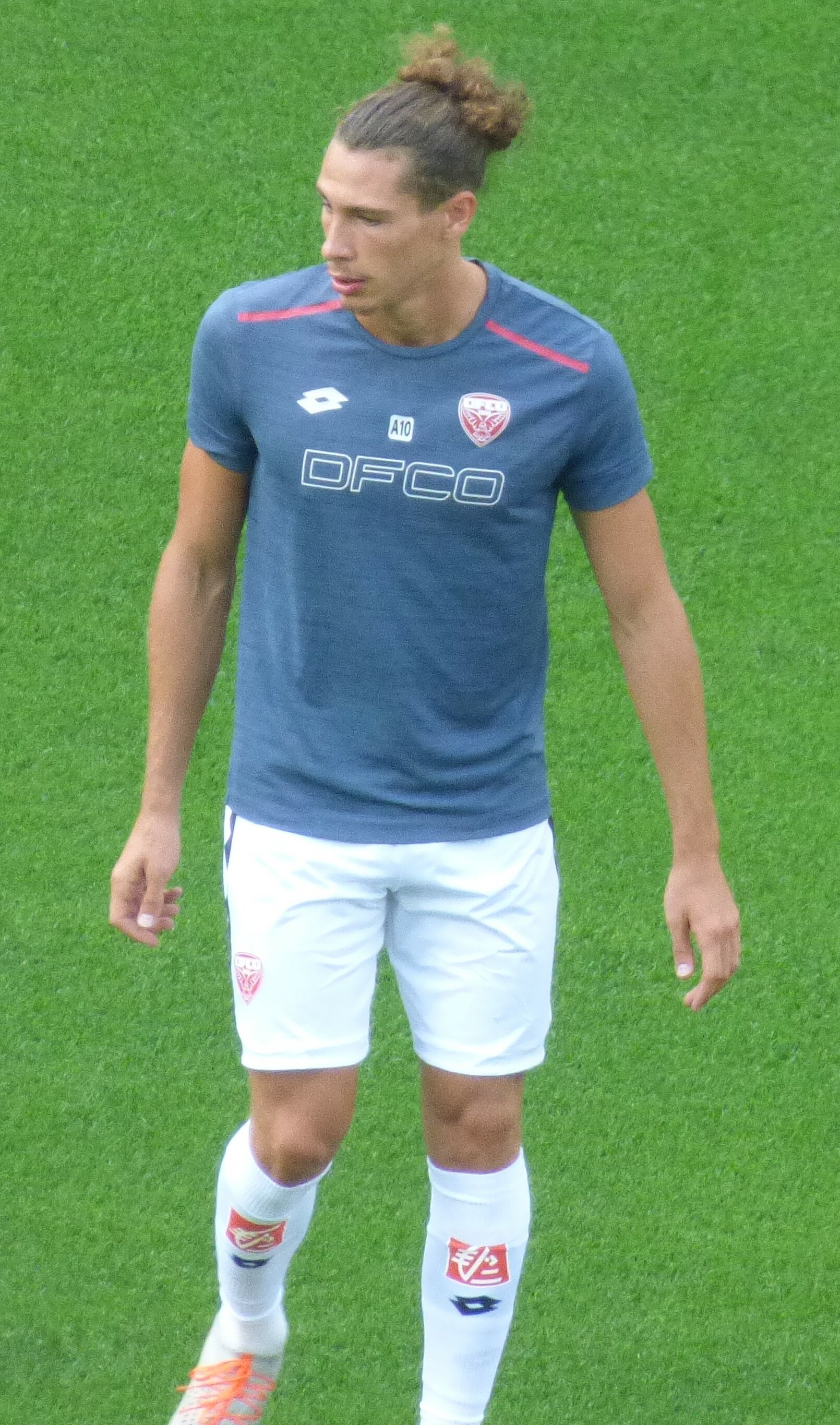
Racovițan en 2020 avec le Dijon FCO

Né à Dijon, d'une mère française et d'un père roumain originiare d'Oradea, Racovițan débute dans le monde du football avec l'équipe réserve de Dijon. Avec ce dernier, il totalise 23 matchs et deux buts en Championnat National 3 entre 2019 et 2021.
En février 2021, âgé de 20 ans, Racovițan signe pour le FC Botoșani en Roumanie. Il fait ses débuts pour l'équipe le 6 mai, lors d'une défaite à domicile 1–3 en Liga I contre le FCSB. Le 23 octobre, il a marqué son premier but en championnat lors d'un match nul 1–1 au CS Mioveni.
Le 27 janvier 2022, il rejoint les vices-champions de Pologne, le Raków Częstochowa, pour un contrat de trois ans et demi. Au cours de la saison 2022-23, il devient champion de Pologne.
Lors d'un match contre le GKS Katowice, le 3 août 2024, il subit une rupture de ligament croisé et est annoncé indisponible pour une période de 8 mois à 1 an.

### En sélection nationale
Il participe, avec la Roumanie espoirs, à l'Euro espoirs 2023, où il sera titularisé pendant les 3 matchs.
En septembre 2023, Racovițan reçoit sa première convocation en équipe nationale senior de Roumanie, pour deux matches de qualification de l'UEFA Euro 2024 contre Israël et le Kosovo.
Le 22 mars 2024, il fait ses débuts avec l'équipe nationale de Roumanie en entrant en jeu à la 75e minute, en remplaçant Andrei Burcă, lors d'un match amical contre l'Irlande du Nord.
Il est retenu dans la liste des 26 joueurs roumains du sélectionneur Edward Iordănescu pour participer à l'Euro 2024.

## Palmarès
| Raków Częstochowa - Championnat de Pologne - Champion en 2023 - Coupe de Pologne - Vainqueur en 2022 - Supercoupe de Pologne - Vainqueur en 2022 |